# 乔治·米耶
乔治·米耶（法語：Georges Miez，1904年10月2日—1999年4月21日），瑞士男子竞技体操运动员。他曾参加1924年、1928年、1932年和1936年四届夏季奥运会，共收获四枚金牌、三枚银牌和一枚铜牌。